# Nýrsko (nádraží)
Nýrsko (německy Neuern) je železniční stanice v severovýchodní části města Nýrsko v okrese Klatovy v Plzeňském kraji nedaleko řeky Úhlavy. Leží na neelektrizovaném úseku jednokolejné trati Plzeň – Železná Ruda-Alžbětín.

## Historie
Stanice byla vybudována jakožto součást Plzeňsko-březenské dráhy (EPPK/PBD) spojující Duchcov, Plzeň, Klatovy a Nýrsko, podle typizovaného stavebního návrhu drážních budov společnosti. 20. září 1876 byl s místním nádražím uveden do provozu celý nový úsek trasy z provizorního nádraží (později Plzeň zastávka), odtud bylo možno od roku 1877 pokračovat po železnici přes hraniční přechod Železná Ruda-Alžbětín do Bavorska. Trať byla také toho roku zaústěna do kolejiště plzeňského nádraží. Vznikla zde též lokomotivní vodárna.
Po zestátnění EPPK v roce 1884 pak obsluhovala stanici jedna společnost, Císařsko-královské státní dráhy (kkStB), po roce 1918 pak správu přebraly Československé státní dráhy.

## Popis
Nachází se zde jedno nekryté poloostrovní nástupiště, k příchodu k vlakům slouží přechod přes kolej.